# Dafnunte

Mapa de la zona de Grecia central donde se ubican algunas de las principales ciudades de la antigua Lócride. Dafnunte se ubicaba en la parte oriental.

Dafnunte o Dafno (en griego, Δαφνοῦς, cuyo significado es cubierto de laureles) es el nombre de una antigua ciudad portuaria griega que en algunos periodos históricos perteneció a la zona oriental de Lócride y en otros a Fócide.
En la época de Estrabón la ciudad había sido demolida y pertenecía a Lócride, pero el geógrafo señala que cuando la ciudad pertenecía a Fócide era el punto que separaba a Lócride oriental en dos partes: Lócride Epicnemidia al norte y Lócride Opuntia, al sur.
Estaba al nordeste de Elatea y su territorio llegaba hasta la entrada del valle del río Dipótamos. Se localiza cerca de la actual bahía de Agios Constantinos.